# 산조르조마조레에서 바라본 두칼레 궁전
산조르조마조레에서 본 두칼레 궁전(프랑스어: Le Palais Ducal vu de Saint-Georges Majeur)은 클로드 모네가 1908년 그린 회화 작품으로 뉴욕 메트로폴리탄 미술관에 소장되어 있다.
다니엘 빌덴슈타인의 카탈로그 등록번호 W1755로 등재되었으며, 1908년 모네가 그린 같은 배경의 연작 6점 가운데 하나다. 나머지 작품은 취리히 미술관과 솔로몬 R. 구겐하임 미술관 등과 개인 소장이 이루어지고 있다.

## 역사
1908년 말 멘가 이탈리아 베네치아를 방문하면서 그림이다. 모네는 아직까지 완성되지 못한 그림이 많이 남아 있는 상태로 프랑스의 자택으로 돌아왔고, 이후 수년간 작업에 매진하며 완성하였다.
베네치아의 두칼레궁을 모델로 하루 종일 다양한 조명을 포착하기 위해 총 여섯 가지의 작품(W1751~W1756)이 그려졌다. 모네는 똑같은 소재의 작품을 조명의 색감만 바꾸어 여러 개 반복 작업하여 연작을 만드는 일이 많았다. 모네의 연작은 활동 초기부터 본인과 동료 인상파 화가들이 야외 사생에 관심을 갖고, 변화하는 빛의 효과에 영감을 받으며 자연스레 시작됐다.
1912년 베네치아 그림 29점을 모아 파리의 베르넹죈 갤러리에서 〈클로드 모네 베니스〉(Claude Monet Venise)란 이름의 개인전을 성황리에 개최하였다. 1912년 파리 전시에서 첫 공개된 이후 전 세계를 오갔으며 현재는 뉴욕 메트로폴리탄 미술관에 영구 소장되어 있다.

## 상세
〈두칼레 궁전〉은 캔버스에 유채로 그려졌으며, 크기는 65.2cm x 92.4cm이다. 베네치아를 상징하는 명소이자 옛 베니스 공화국의 정부청사였던  두칼레 궁전 (도제의 궁전)과 리바 델리 스키아보니 부둣가의 건물을 묘사하고 있다. 시점의 위치는 바치노 디 산 마르코 운하 건너편의 산조르조마조레 섬에서 바라본 것이다. 이곳에서 모네는 팔라디오의 유명한 수도원 교회인 산 조르조 마조레 수도원 앞 광장 가장자리의 전망을 택했다.
두칼레궁 연작은 이미 본인의 예술기법을 확립한 말년의 그림이지만, 이 작품은 베네치아에서 보낸 시간이 짧고, 파리에서 기억에 의존해 완성한 작품이었기에 그렇게까지 효과적이지는 못했다는 평가가 존재한다.
모네는 베네치아에서 많은 시간을 보내지 않았지만, 그곳에서 시작한 연작은 〈두칼레 궁전〉을 비롯해 〈산조르조마조레〉, 〈대운하〉 등이 있으며 모네의 작품 가운데 가장 높은 평가를 받는 시기에 해당된다. 이들 작품은 모네의 독특한 스타일과 더불어 베네치아의 기운찬 일몰이 풍경 어떤 영향을 주는가를 포착하고 있다.

## 두칼레 궁전 연작

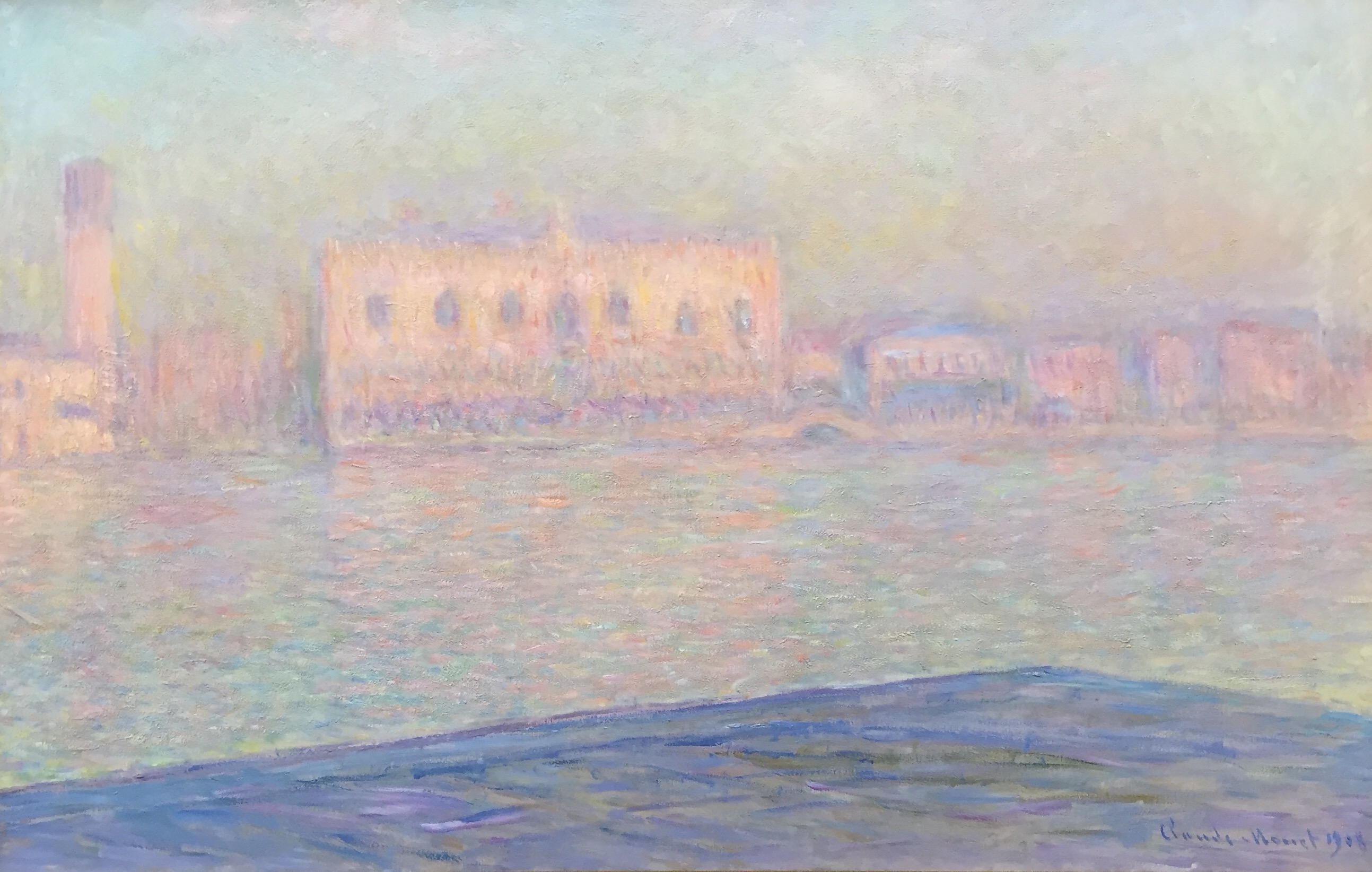
〈산조르조마조레에서 바라본 두칼레 궁전〉, 취리히 미술관(W1751)
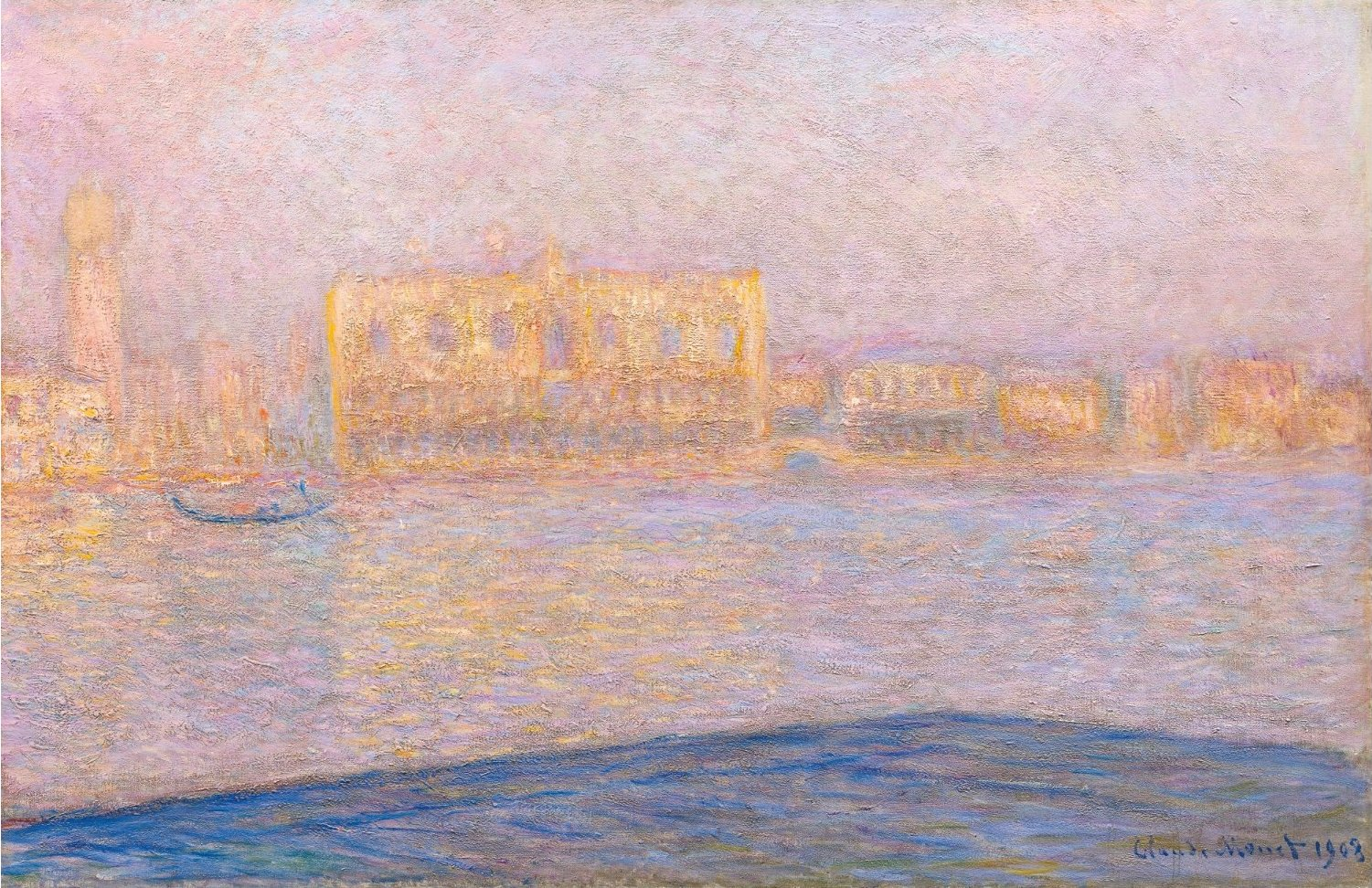
〈산조르조마조레에서 바라본 두칼레 궁전〉, 2016년 소더비 출품작 (W1752)
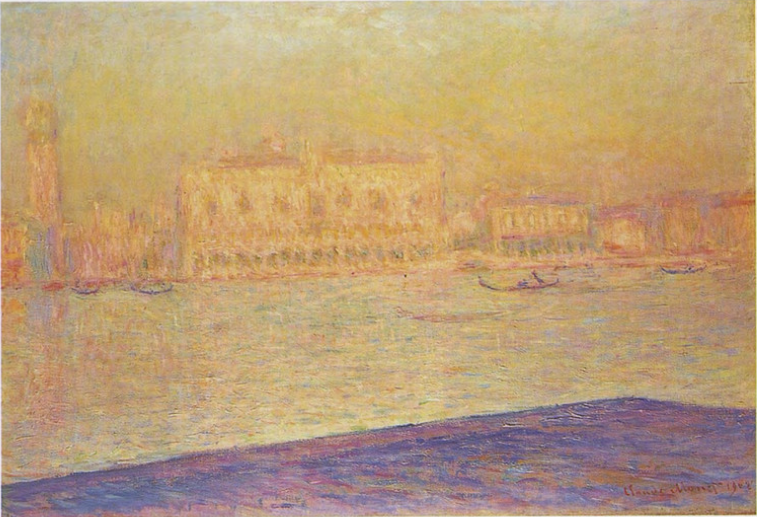
〈산조르조마조레에서 바라본 두칼레 궁전〉, 개인 소장품(W1753)
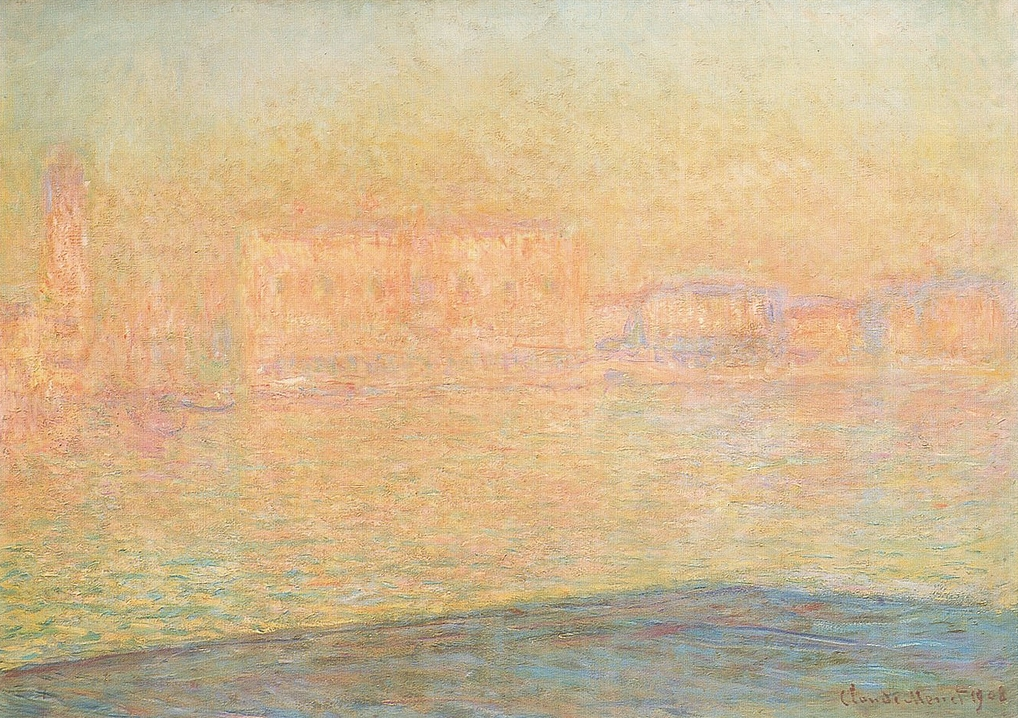
〈산조르조마조레에서 바라본 두칼레 궁전〉, 개인 소장, 1992년 크리스티 경매 출품작 (W1754)
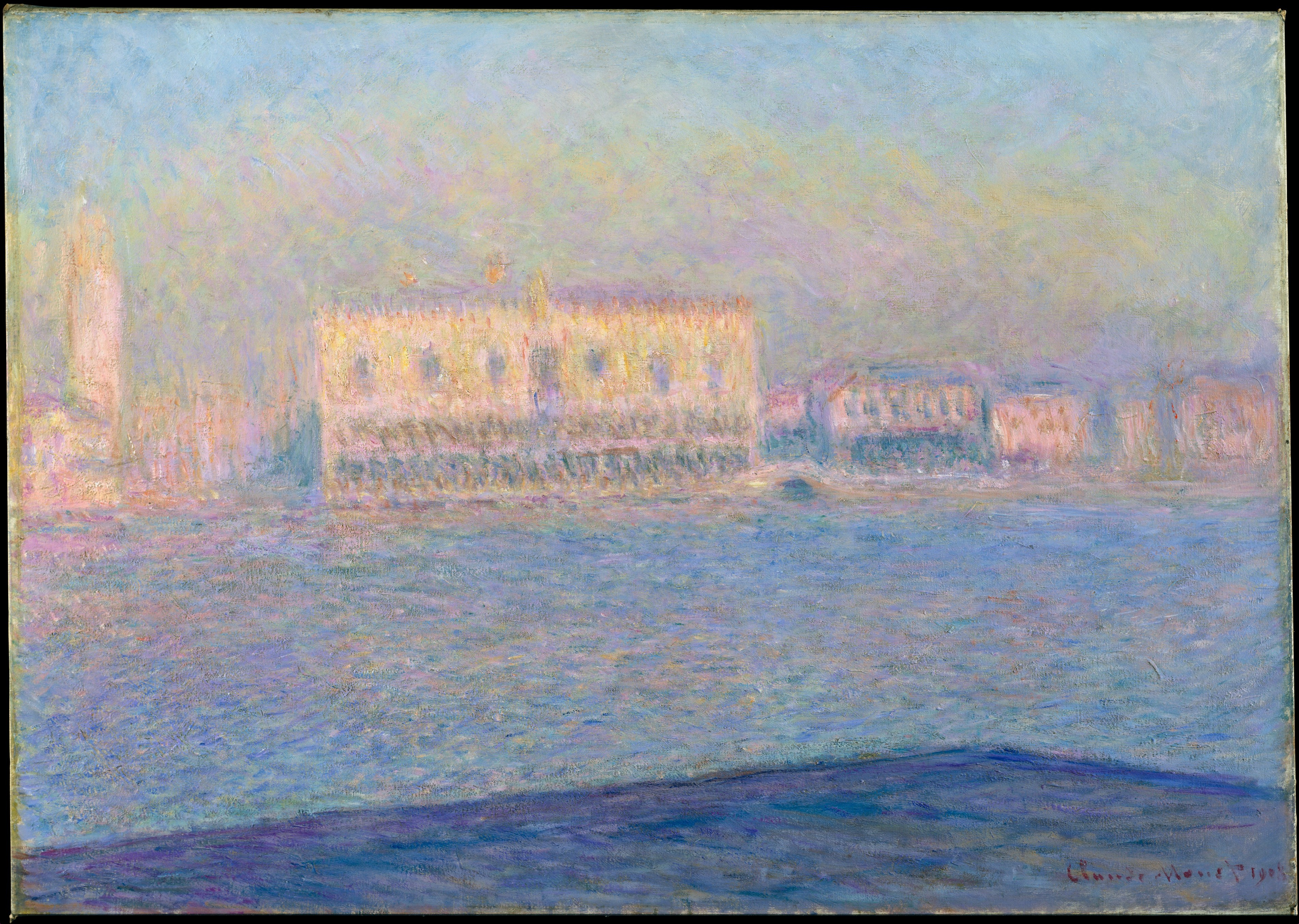
〈산조르조마조레에서 바라본 두칼레 궁전〉, 메트로폴리탄 미술관 소장 (W1755)
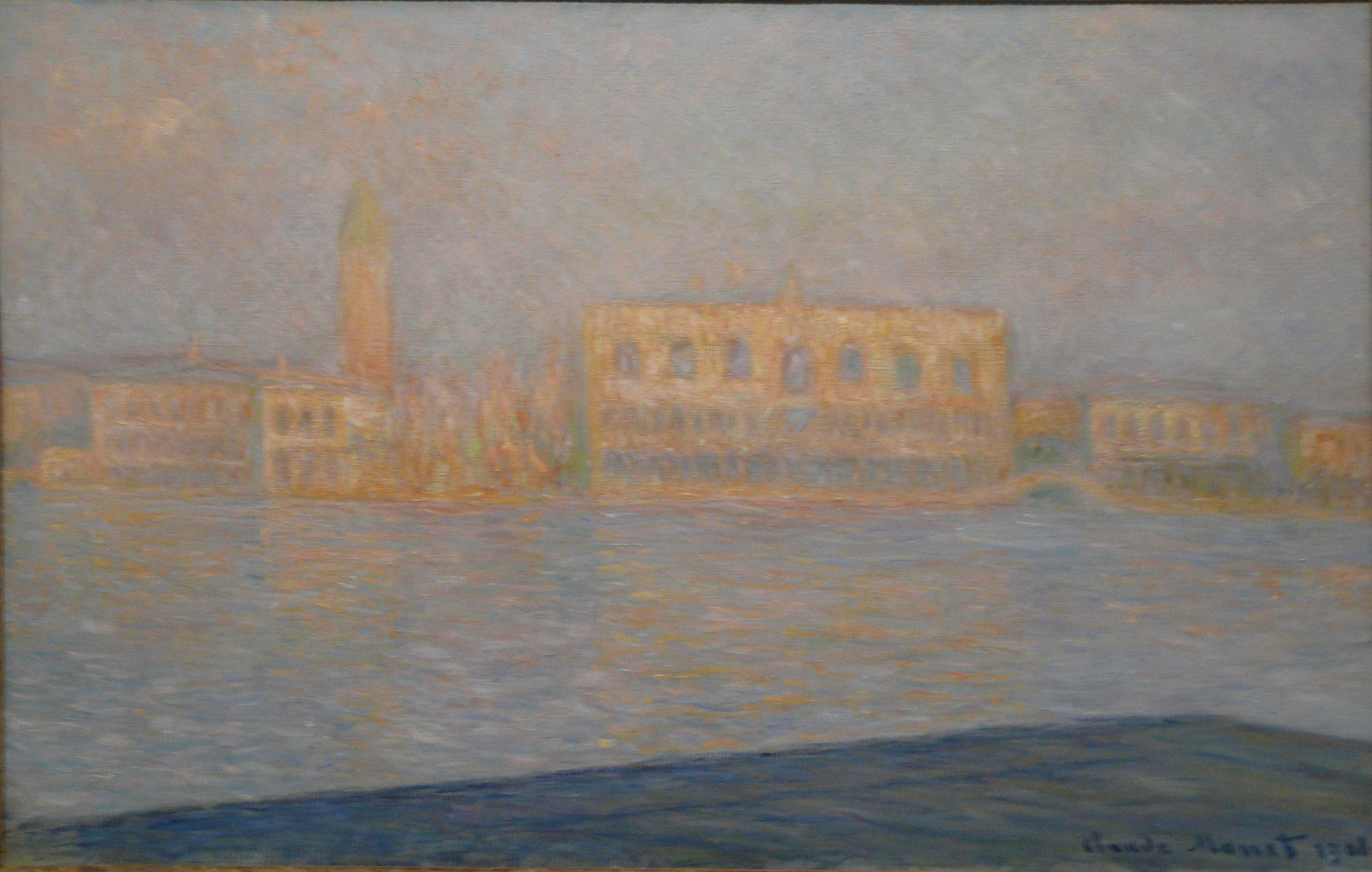
〈산조르조마조레에서 바라본 두칼레 궁전〉, 솔로몬 R. 구겐하임 미술관 소장 (W1756)
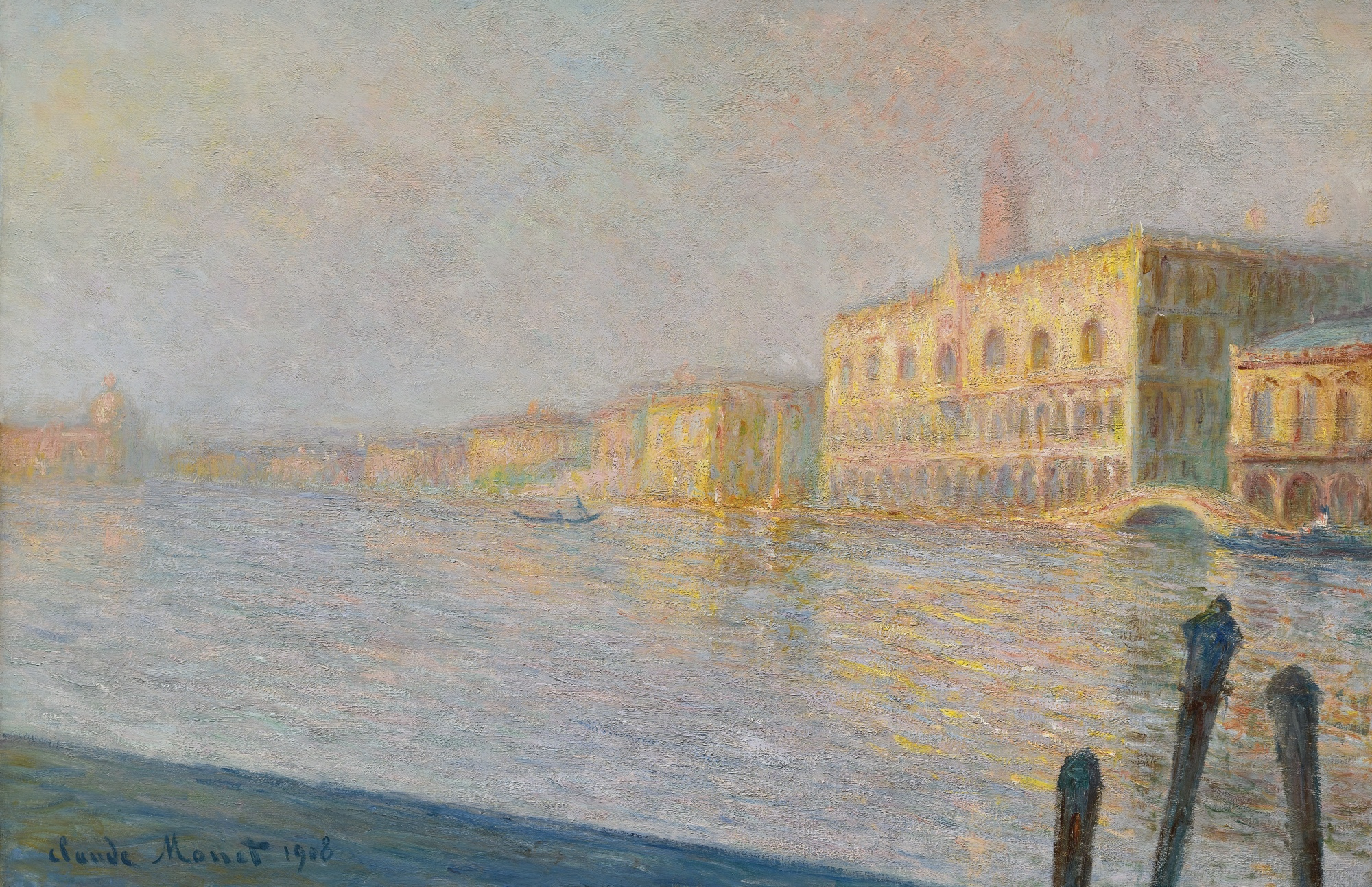
〈두칼레 궁전〉, 하소 플래트너 컬렉션, 바르베리니 박물관 소장 (W1770 )

## 같이 보기
- 클로드 모네의 작품 목록
- 두칼레궁